# Смелтървил
Смелтървил (на английски: Smelterville) е град в окръг Шошони, щата Айдахо, САЩ. Смелтървил е с население от 651 жители (2000) и обща площ от 0,8 km². Намира се на 681 m надморска височина. ЗИП кодът му е 83868, а телефонният му код е 208.